# Fabula
Fabula (från latinets, fabel, saga, dikt, drama) var hos romarna den officiella beteckningen på skådespel.
Fabula palliata var en komedi med grekisk dräkt, se pallium. De mest kända romerska lustspelsförfattarna som  Plautus och Terentius verkade inom denna genre. Fabula togata var ett lustspel i romersk dräkt av togor. Fabula praetext(at)a var allvarliga dramer med ämnen ur den romerska historien. 
Fabula docet (historien lär) var en ofta använd slutfas i de romerska fabulorna, en slag sensmoral som sedan kom att överföras till fabeln.